# Пивная дробина

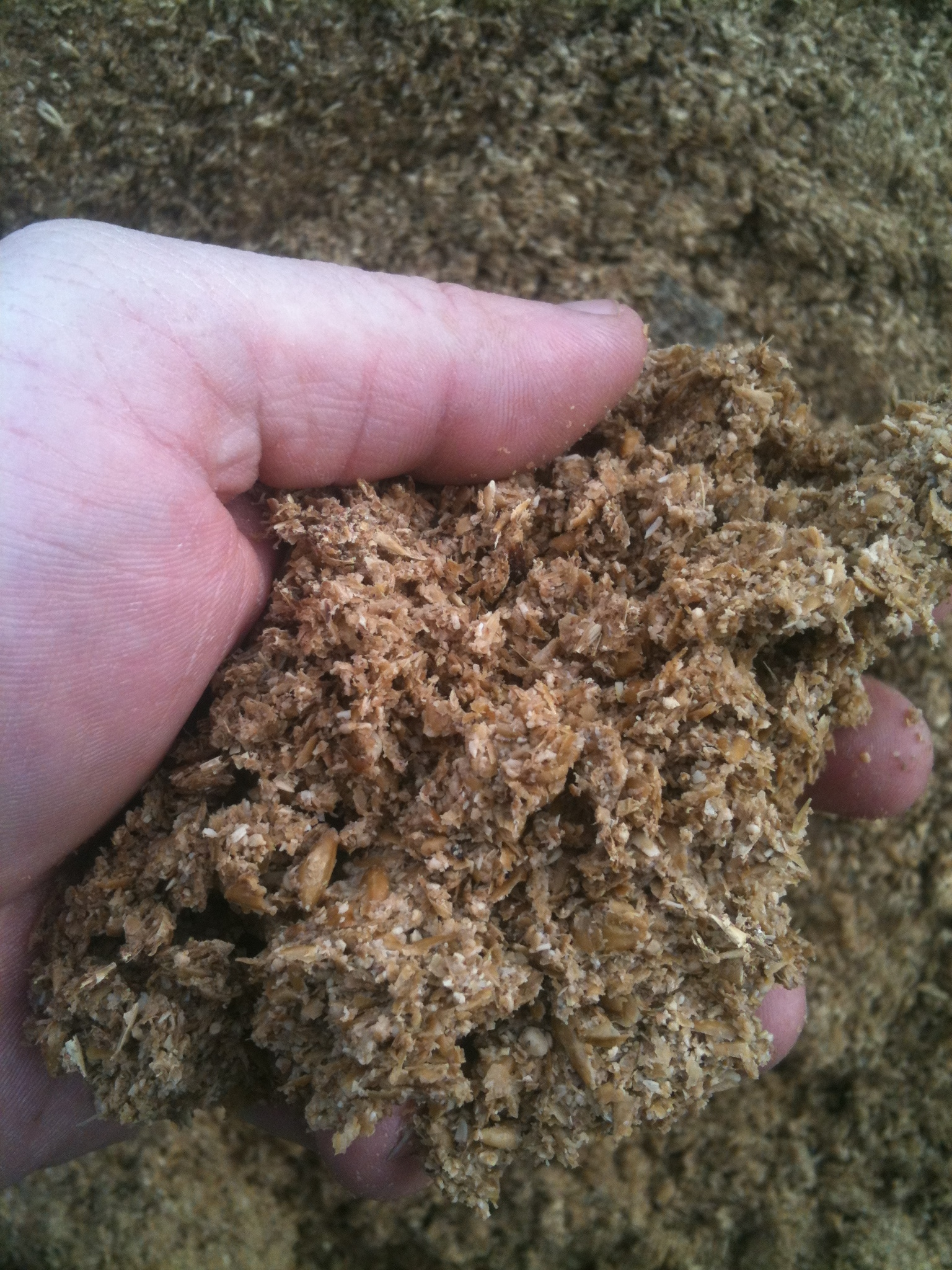
Пивная дробина

Пивна́я дроби́на является отходом пивоваренного производства — гуща, остающаяся после варки и отсасывания ячменного сусла. Содержит частицы ядер и оболочки зерна. Используется в кормлении животных в свежем и сушёном виде, для производства биогаза. В 100 килограммах свежей пивной дробины — 21,2 кормовая единица и 4,2 кг перевариваемого белка; в 100 кг сухой — 75,7 кормовой единицы и 16,9 кг перевариваемого белка. Раньше свежую дробину, в смеси с другими кормами, скармливали коровам, волам, свиньям; сухую — включали в состав комбикормов. Сейчас всё чаще дробину не скармливают скоту, а перерабатывают в биогаз. При скармливании из-за отсутствия сбыта часто возникает затоваривание дробины, особенно при хороших урожаях зерновых. При переработке в биогаз, сам пивной завод является потребителем.
Также в последнее время за рубежом пивную дробину начинают добавлять при изготовлении хлеба с отрубями
.
При захоронении пивной дробины на полигонах она разлагается до 50 лет.